# September (песня Earth, Wind & Fire)
«September» — песня американской фанк-группы Earth, Wind & Fire, написанная Морисом Уайтом, Аль Мак-Кеем и Алли Уиллисом. Сингл был записан во время создания альбома «I Am» и был выпущен в 1978 году. Представленная в альбоме «The Best of Earth, Wind & Fire, Vol. 1», «September» заняла первую строчку в чарте US R&B, восьмое место в Billboard Hot 100 и третье место в чарте Великобритании.

## Восприятие
Песня получила серебро в Британской ассоциации производителей фонограмм и золотой статус в США. «September» была сертифицирована RIAA на золото в США. Позже песня была выпущена как «December», аккорды и мелодия остались идентичными, но текст был переписан на «…Twenty-fifth of December…» (англ. Двадцать пятое декабря…).

## Ремиксы
| Исполнитель   | Название            | Альбом        | Год  |
| ------------- | ------------------- | ------------- | ---- |
| X-Treme       | September           | X-Treme       | 1998 |
| X-Treme       | September (Rap Mix) | Dancemania X1 | 1999 |
| Phats & Small | September 99        |               | 1999 |

## Каверы
| Исполнитель                                           | Название                          | Альбом                                                       | Год  | Использование          |
| ----------------------------------------------------- | --------------------------------- | ------------------------------------------------------------ | ---- | ---------------------- |
| Past to Present                                       | September                         |                                                              | 1996 | кавер                  |
| Брайан Бромберг                                       | You Know That Feeling             | You Know That Feeling                                        | 1998 | инструментальный кавер |
| Сиско, Vitamin C                                      | September                         | OST «Вирус любви»                                            | 2001 | саундтрек              |
| Don Caballero                                         | Palm Trees in The Fecking Bahamas | World Class Listening Problem                                | 2006 | гитарный риф           |
| Кирк Франклин                                         | September                         | Interpretations: Celebrating The Music Of Earth, Wind & Fire | 2007 | кавер-госпел           |
| Кристофер Виллем                                      | September                         | OST «Диско»                                                  | 2007 | саундтрек              |
| Gordon Goodwin’s Big Phat Band                        |                                   | Act Your Age                                                 | 2008 | использование темы     |
| Pomplamoose                                           | September                         | Tribute to Famous People                                     | 2010 | кавер                  |
| Анвар Робинсон, Дэнни Гокей и Колтон Диксон           | September                         | Шоу «American Idol»                                          |      | исполнение             |
| Boogie and The Yoyoz                                  | September                         |                                                              |      | кавер                  |
| Earth, Wind & Fire, Джастин Тимберлейк и Анна Кендрик | September                         | OST «Тролли»                                                 | 2016 | исполнение             |
| Conro                                                 | September                         |                                                              | 2018 | кавер                  |

## Появление в других медиа
- Песня была отмечена в таких фильмах, как Симулянт, Семейная свадьба, Пища для души, Влюбиться в невесту брата, Счастливая пропажа, Вирус любви, Ночь в музее, Starперцы, Парикмахерская 3, Славные парни, 1+1, Полярный, Мечты робота.
- Ремикс песни под названием «September 99» играл в японском ночном клубе в фильме Вавилон.
- Была использована в качестве музыкальной темы в японской драме «Zoku-Heisei Meotojawan».
- Также часто звучит в сериале Кухня.

Использование в сериалах:
| Сериал               | Сезон | Эпизод                                    |
| -------------------- | ----- | ----------------------------------------- |
| Бесстыдники          | 2     | «Ураган Моника»                           |
| Гриффины             | 11    | «Into Fat Air»                            |
| Шоу Кливленда        | 1     | «Ты самый лучший человек, Кливленд Браун» |
| Американский папаша! | 1     | «Finances with Wolves»                    |
| Менталист            | 7     | «Белые Орхидеи»                           |
| Чак                  | 1     | «Suki Suki Smelly»                        |

- Песня была использована в игре Just Dance 2017.
- Earth, Wind & Fire исполнили специальную версию песни с The Black Eyed Peas на телевидении, в связи с 57-й ежегодной Primetime Emmy Awards.
- Earth, Wind & Fire исполнили песню на церемонии закрытия Зимних олимпийских игр 2002 года.